# Eddy Arnold
Eddy Arnold, né Richard Edward Arnold le 15 mai 1918 à Henderson (Tennessee, États-Unis) et mort le 8 mai 2008 à Nashville (Tennessee), est un chanteur musique country américain.
Il a vendu durant sa carrière plus de 85 millions d'albums et demeure le chanteur à avoir eu le plus de hits dans le Top 10 américain. 147 de ses chansons ont atteint les classements des meilleures ventes. De celles-ci sont issues 28 no 1 au Country singles chart. Eddy Arnold, avec George Jones, figure parmi les chanteurs les plus connus de la musique country du XXe siècle. Il est membre du Grand Ole Opry[Quoi ?] et du Country Music Hall of Fame. Pendant un temps au début de sa carrière, Thomas Andrew Parker fut son impresario.[réf. nécessaire]

## Débuts

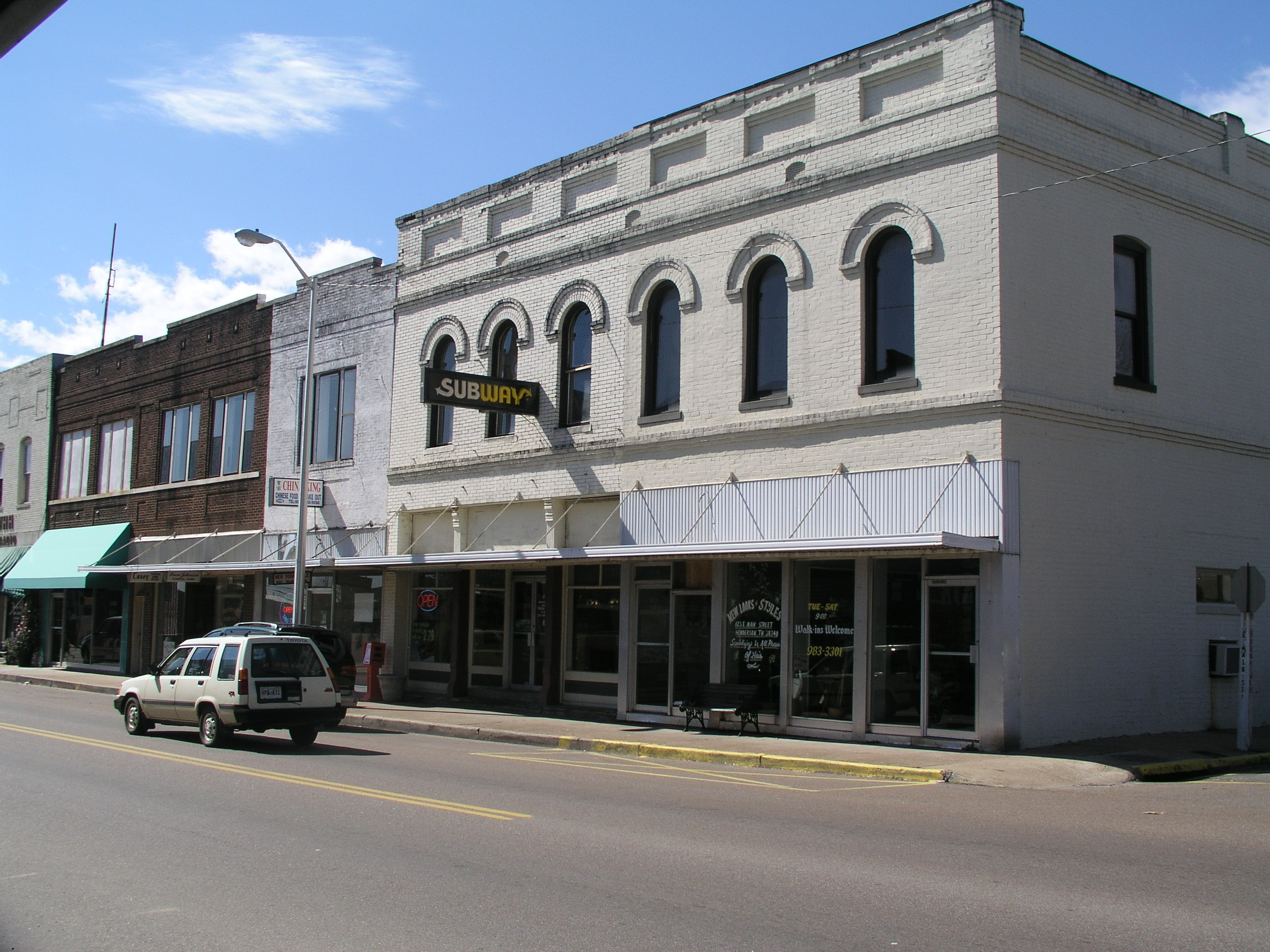
Centre ville de Henderson, Tennessee, ville de naissance d'Arnold.

Eddie Arnold perdit très tôt son père et la ferme familiale ; il décida à l'âge de 18 ans de quitter le foyer familial. L'année de ces 18 ans, en 1936, il obtint son premier passage à l'antenne, mais n'obtint la reconnaissance qu'au terme de la formation de son premier groupe : Pee Wee King band. Il épousa Sally Gayhart en novembre 1942, abandonna son groupe pour une carrière solo en 1943 grâce à l'émission radio Grand Ole Opry, signa chez RCA Victor et sortit son premier disque en décembre 1944. Ses premiers enregistrements se sont bien vendus, et son premier grand titre parut en 1946 : That's How Much I Love You. Comme il en était d'usage à cette époque, il prit un sobriquet : « The Tennessee Plowboy ». Thomas Andrew Parker dit « Le Colonel » devint son impresario, et Arnold domina la scène country. À partir de 1947-48, il eut 13 chansons dans les 20 chansons les plus vendues des États-Unis. Il devint un invité régulier du programme Opry and of Mutual’s Checkerboard Jamboree, enregistré depuis une scène de Nashville. De plus en plus exposé à partir de 1948, année de son départ du Grand Ole Opry, il fit des apparitions pour la Columbia dans les films Feudin’ Rhythm en 1949 et Hoedown en 1950. Il devint une des figures qui a marqué la transition de la radio à la télévision du public des années 1950, eut son propre show télévisé (The Eddy Arnold Show) diffusé sur tous les réseaux existants, remplaçant les shows d'été de Perry Como ou Dinah Shore). Il fut également un invité régulier du Ozark Jubilee Show sur ABC-TV. 
À partir de 1960-1961, il présenta Today on the Farm pour la NBC-TV, tandis que sa série Eddy Arnold Time ne rencontra pas le succès escompté. En 1955, Arnold contraria très fortement l'establishment de la Country en enregistrant avec l'Orchestre de Hugo Winterhalter de New York, mais ses arrangements populaires des chansons Cattle Call et The Richest Man (in the World) lui valurent malgré tout une certaine reconnaissance, un certain respect. Il vit ses ventes baisser à l'avènement des premiers disques de rock and roll, et décida avec raison de viser un plus grand public, expérience réussie grâce entre autres à son proche collaborateur chez RCA Victor, Jim Reeves. Par l'ajout d'Instruments à cordes et par une importance marquée pour un chant soutenu par un chœur, il crée le style appelé et reconnu depuis sous le nom de Nashville Sound.

## Le son venu de Nashville
Jerry Purcell, son manager à partir de 1964, ouvre à Eddy Arnold un second volet de sa carrière qui surpassera le premier en succès, et rendra possible l'ambition de son artiste : diversifier son public et ouvrir sa musique à un plus large nombre de personnes. Son interprétation de Make the World Go Away, dirigée par le producteur Chet Atkins, les représentations en compagnie des Anita Kerr Singers et la collaboration du pianiste Floyd Cramer, valurent à Eddy Arnold un succès international auprès des admirateurs de Country autant que de musique populaire. Eddy fit des représentations avec orchestre symphonique à New York, fit deux concerts au Carnegie Hall, fit des apparitions pour Hollywood et de longs contrats à Las Vegas et Lake Tahoe joués à guichets fermés.
Arnold fut le plus jeune artiste introduit au Country Music Hall of Fame (en 1966) et fut honoré une seconde fois par le monde de l'industrie Country comme le Premier et meilleur animateur. En 1969 il sortit son autobiographie It's A Long Way From Chester County (Old Tappan, N.J.: Hewitt House; 154 pages dans l'édition originale).
Après avoir travaillé pour RCA Victor pendant plus de 20 ans, Arnold signa chez MGM Records dans les années 1970, sortant quatre albums, et des chansons qui se classèrent dans les hits du Top 40, ou même le Top 20 en 1974 avec I Wish That I Had Loved You Better. Il revint vers RCA Victor pour y signer l'album Eddy et connaître un nouveau succès, commençant avec la chanson Cowboy, dans un style qui a fait sa renommée et son succès. En 1985, Arnold reçut l'Academy of Country Music's Pioneer Award. Il se tint éloigné de la scène après quelques albums supplémentaires pour RCA, et, signé chez Curb, ne se représenta plus qu'occasionnellement. Il annonça sa retraite officielle et définitive lors de son dernier concert à l'Hôtel Orleans de Las Vegas le 16 mai 1999. En 2005 sortit son dernier album After All These Years, année où on lui décerna un Lifetime Achievement Award en 2005, récompense pour l'ensemble de son œuvre et sa carrière. Arnold fut inscrit au Grammy Hall of Fame en 1999 et obtint son étoile au Hollywood Walk of Fame (au 6775 Hollywood Blvd.)